# Voie auxiliaire
En conception routière, une voie auxiliaire désigne une bande de chaussée juxtaposée aux voies de circulation. Il s'agit selon les cas, de bandes de stationnement, de voies de changement de vitesse (accélération ou insertion et décélération) ou de voies affectées à des usages autres que l'écoulement normal en section courante. 

## Voie d'insertion
La voie d’insertion ou voie d'accélération est une voie de changement de vitesse ayant les rôles suivants :
- Permettre à un véhicule entrant d'atteindre une vitesse telle qu'il puisse se mêler en toute sécurité à la circulation principale
- Réserver la distance nécessaire pour cette manœuvre
- Donner aux conducteurs du flot principal le temps et la distance nécessaires pour l'exécution des manœuvres adaptées. Le terme voie d'insertion est utilisé pour les autoroutes.

## Voie de décélération
La voie de décélération est une voie de changement de vitesse dont le rôle est de permettre à un véhicule désirant quitter la route de ralentir à la vitesse imposée par le virage rencontré à la sortie du courant de circulation rapide.

## Voie d'entrelacement
En 2020, sur les voies d'entrelacement interurbaines espagnoles (carriles trenzados) qui servent à la fois de voie d'accélération et de voie de décélération, 57 accidents se sont produits causant 87 victimes, dont deux tués, cinq blessés graves et 81 blessés sans hospitalisation.

## Bande de stationnement ou bande d'arrêt d'urgence
La bande de stationnement est une bande disposée latéralement à la chaussée et affectée essentiellement au stationnement des véhicules, permanent ou en urgence. Sur les autoroutes européennes, la bande d'arrêt d'urgence est une bande dérasée suffisamment large; en Amérique du nord, elle est habituellement asphaltée.

## Voie pour véhicules lents

Signalisation de voie pour véhicule lents en Slovénie

La voie pour véhicules lents est une voie adjointe, en rampe, aux voies normales et affectée à la circulation des véhicules lents, dans le but d'éviter une réduction locale de la qualité de service.
Cette voie étant strictement réservée à tout véhicule à faible rapport puissance/masse, la réglementation interdit tout dépassement de la vitesse de 60 km/h et impose de respecter la priorité aux véhicules circulant sur les autres voies notamment en fin de son tracé.
Pour contourner la faible optimisation de cette voie, sur l'Autoroute A16, une 3ème voie se débranche en lieu et place et conserve sa continuité au delà de la rampe, le rétrécissement se produisant sur la voie la plus rapide où circulent les véhicules les plus puissants, plus à même de négocier ce rétrécissement.

## Voie de circulation en période d'affluence
En France, sur le tronçon commun entre l'autoroute A86 et l'autoroute A4 à l'est de Paris, la voie auxiliaire correspond à la bande d'arrêt d'urgence qui se transforme en voie de circulation aux heures d'affluence. Cette expérimentation est une exception au code de la route français.